# Piss Christ
Immersion (Piss Christ), plus souvent désignée par le titre abrégé Piss Christ, est une photographie de l'artiste américain Andres Serrano, réalisée en 1987.

## L'œuvre

### Description
D'une taille de 152 cm de hauteur par 102 cm de largeur, la photographie représente un crucifix de couleur claire, vu de trois-quarts par la gauche, et baignant dans une atmosphère d'apparence fluide. Le fond de l'image est dans des tonalités rouge sombre et mordorées ; le crucifix est éclairé par la droite par une lumière jaune allant du jaune très clair au jaune mielleux ; la scène est traversée de traînées de pointillés blancs aux allures de bulles. La mise en scène et l'éclairage reprennent les représentations classiques de la crucifixion.

### Réalisation
Pour réaliser sa photographie, l'artiste dit avoir rempli un verre de son urine et de son sang, puis y avoir immergé un petit crucifix en plastique,. Il s'agit donc déjà, à l'origine, du réemploi d'une œuvre (ou d'une production — d'un « objet banal », selon Serrano) d'art populaire destinée à la dévotion.

### Titre et interprétation
Afin de mettre en avant les conditions de réalisation de sa photographie, Andres Serrano l'intitule Immersion (Piss Christ). Il défend son travail comme étant une critique de l'« industrie milliardaire du Christ-des-bénéfices » et une « condamnation de ceux qui abusent de l'enseignement du Christ pour leurs propres fins ignobles ».

À la suite du vandalisme que l'œuvre a subi à Avignon en 2011, Serrano, tout en se disant chrétien, s'est de nouveau expliqué sur le titre : 

« Mes titres ont un caractère littéral et sont tout bonnement descriptifs. Si je réalise un monochrome de lait ou de sang, j'appelle cela « lait » ou « sang ». »

Il a ajouté à propos du sens à donner à sa photographie : 

« J'ai pris un crucifix, car c'est un objet banal, en tout cas en Amérique […]. Si en faisant appel au sang, à l'urine, aux larmes, ma représentation déclenche des réactions, c'est aussi un moyen de rappeler à tout le monde par quelle horreur le Christ est passé. »